# ناحية المشنف
ناحية المشنف إحدى نواحي سوريا تتبع إداريّاً لمحافظة السويداء منطقة السويداء ومركزها بلدة المشنف، بلغ تعداد سكان الناحية 17,134 نسمة حسب التعداد السكاني لعام 2004.

## بلدات وقرى ناحية المشنف
بوسان، الغيضة، الكسيب، المشنف، العجيلات، رامي، الرشيدة، السعنا، سالة، الشبكي، الشريحي، طربا، الطيبة، أم رواق.